# Stadion Pod Racinom
 (août 2024).
Si vous disposez d'ouvrages ou d'articles de référence ou si vous connaissez des sites web de qualité traitant du thème abordé ici, merci de compléter l'article en donnant les références utiles à sa vérifiabilité et en les liant à la section « Notes et références ».
Le Stadion Pod Racinom (en monténégrin : Стадион Под Рацином) est un stade de football situé à Plav (Monténégro), d'une capacité de 2 500 places. Il accueille notamment les matchs du FK Jezero Plav. 